# Caps colossals olmeques

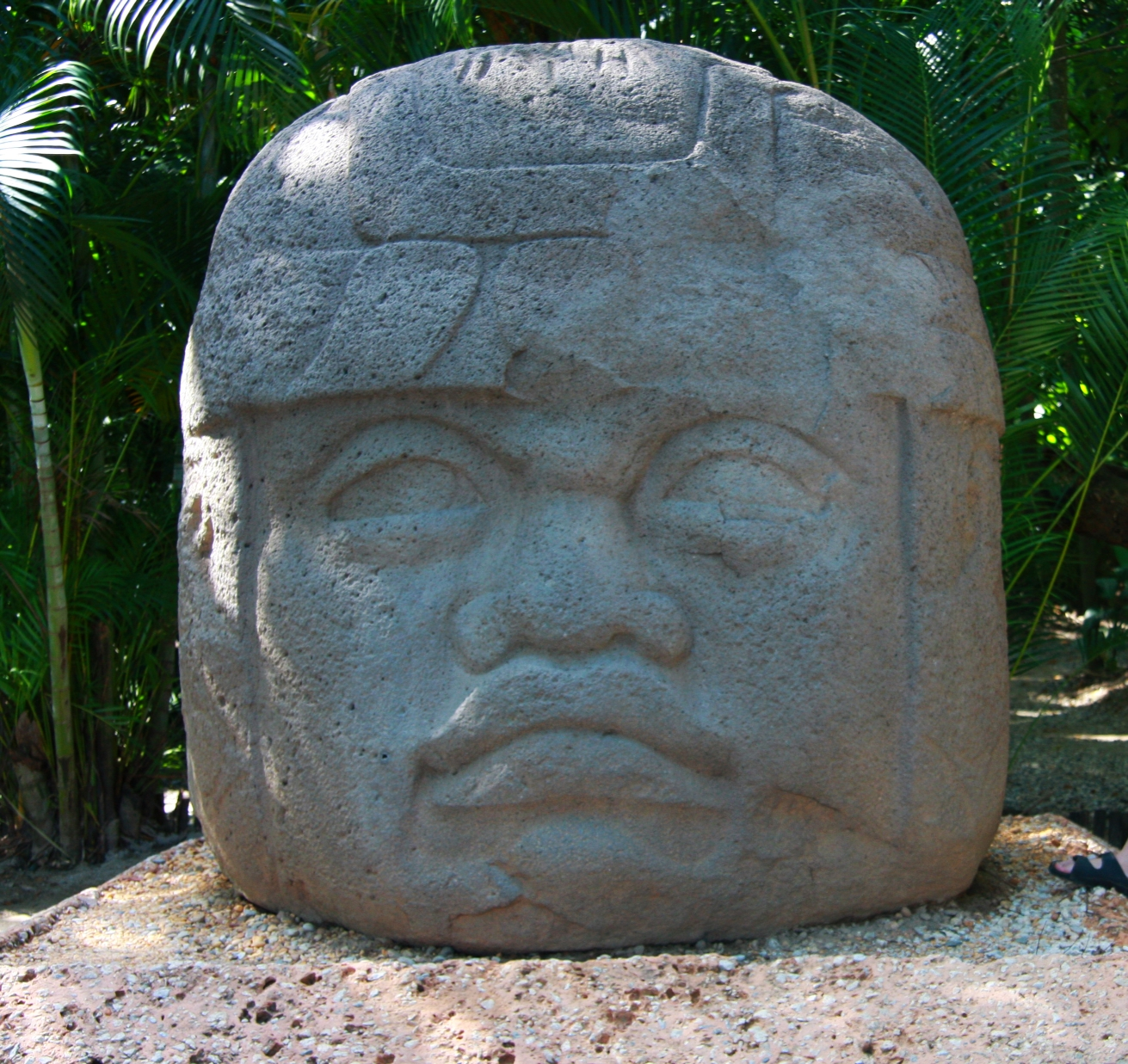
Cap colossal 1, a La Venta Golf de Mèxic.

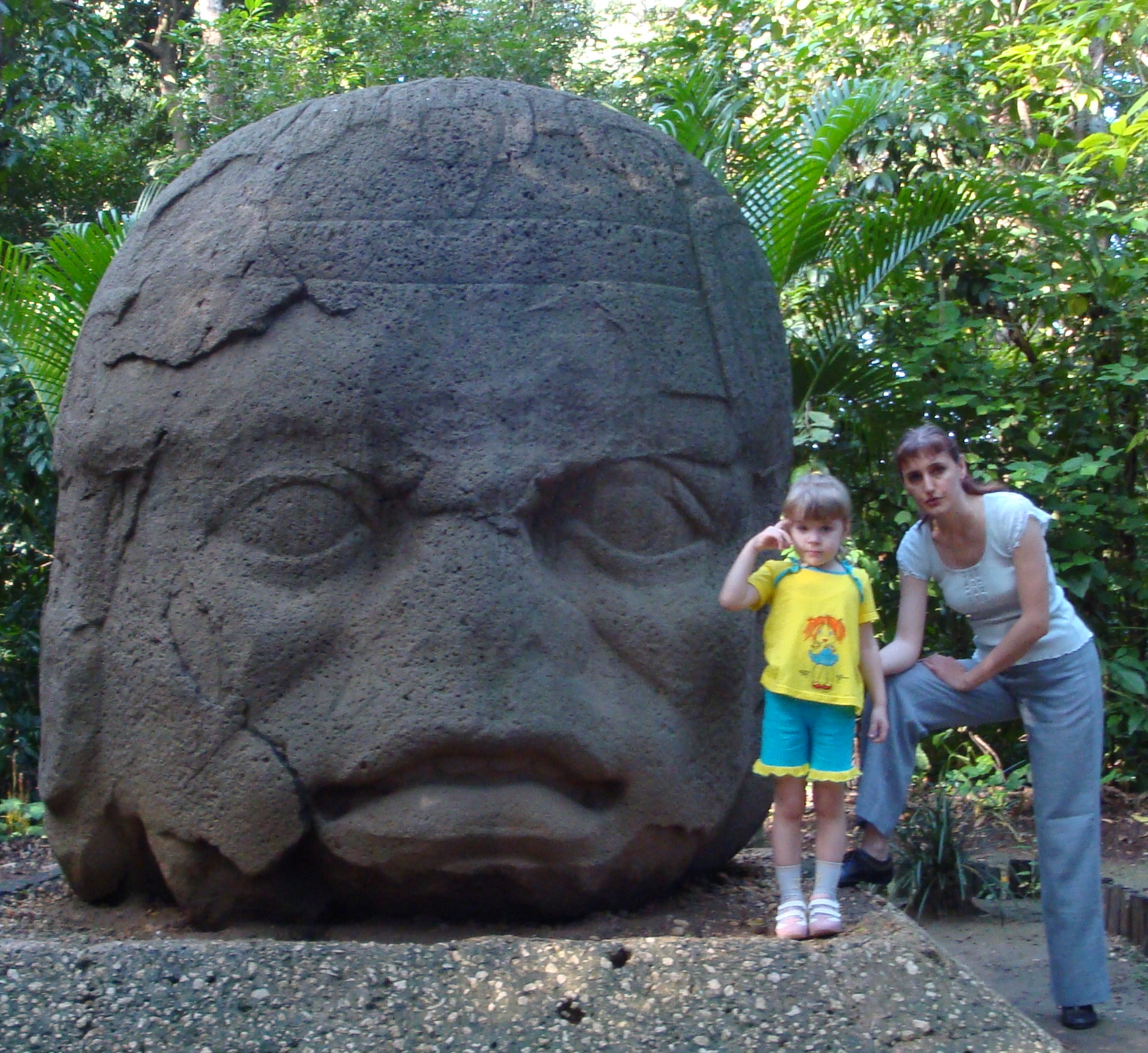
Monument 4 a La Venta imatge comparativa amb la mida d'un adult i un nen. El Cap té un pes de 20 tones.

Els Caps colossals olmeques són disset representacions monumentals de pedra de caps humans esculpits en grans blocs de basalt. La majoria dels caps daten de principis del Període Preclàssic (1500-1000 aC.) i algunes del Període Preclàssic Mitjà (1000-400 aC.) i són una característica distintiva de la civilització olmeca de l'antiga Mesoamèrica. Totes representen homes madurs amb les galtes carnoses, nas xato i els ulls lleugerament tancats; les seves característiques físiques corresponen a un tipus que encara és comú entre els habitants dels estats de Tabasco i Veracruz. Les parts posteriors dels monuments sovint són planes. Les pedres van ser extretes de la Serra dels Tuxtlas de Veracruz i van ser transportades a grans distàncies a pesar de la seva mida, el que va haver de requerir un gran esforç i recursos humans, encara no es té clar el mètode emprat. Es creu que els monuments representen retrats individuals de poderosos governants olmeques. Cadascun dels exemplars coneguts té una lligadura distintiva. Els caps van ser disposats de diverses maneres formant línies o grups als principals centres olmeques. A les ciutats de La Venta i San Lorenzo van ser alineades entre si i amb els punts cardinals, el que suggereix una orientació astronòmica. Cosa que no és inusual entre els pobles precolombins, que van realitzar els monuments i edificis integrats als rituals i les funcions astronòmiques.
La descoberta d'un cap colossal a Tres Zapotes al segle xix va estimular les primeres investigacions arqueològiques de la cultura olmeca per Matthew Stirling el 1938. Es troben confirmats disset exemples coneguts a partir de quatre llocs dintre de la zona central olmeca a la costa del golf de Mèxic. La majoria dels caps colossals van ser esculpits en roques esfèriques, però dos de San Lorenzo Tenochtitlan van ser tallats novament en trons. Un monument addicional, a Takalik Abaj a Guatemala, és un tron que pot haver estat tallat a partir d'un cap colossal. Aquest és l'únic exemple conegut que es va trobar fora de l'àrea olmeca.

## Civilització olmeca

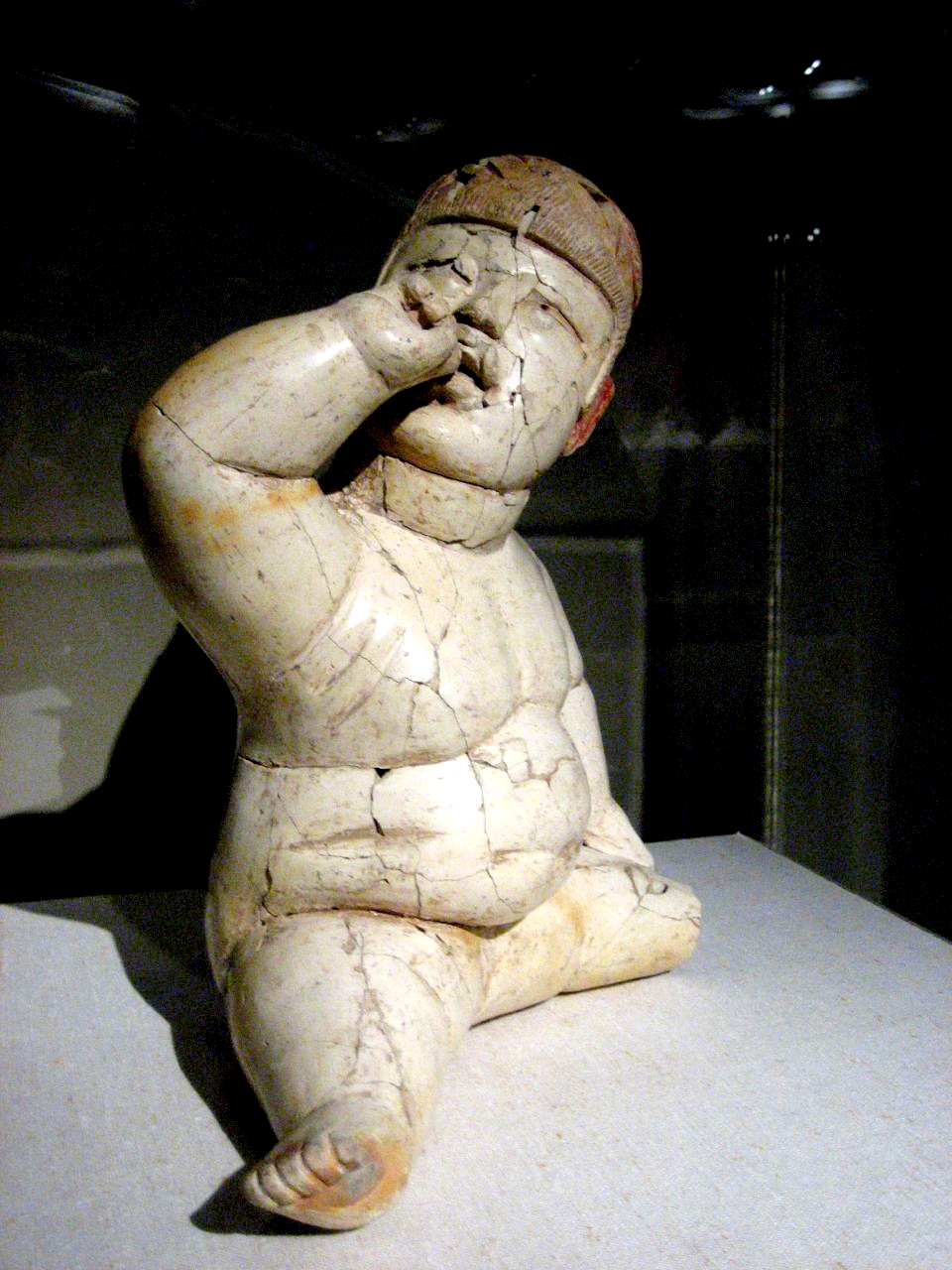
Una «figureta olmeca» en ceràmica. (34 cm)

La civilització olmeca es va desenvolupar en les terres baixes del sud-est de Mèxic entre el 1500 i el 400 abans de Crist. L'àrea olmeca es troba a la costa del golf de Mèxic dintre dels estats de Veracruz i Tabasco, una zona d'aproximadament de 275 quilòmetres de l'est a l'oest i que s'estén uns 100 quilòmetres a l'interior de la costa. Els olmeques són considerats com la primera civilització en desenvolupar-se a Mesoamèrica i l'àrea olmeca és un dels sis bressols de la civilització per tot el món, estant les altres: la civilització de Caral d'Amèrica del Sud, la cultura d'Erlitou del riu Groc de la Xina, la civilització de la vall de l'Indus del subcontinent indi, la civilització de l'antic Egipte i la civilització sumer de Mesopotàmia. De totes aquestes, solament la civilització olmeca es va desenvolupar en una zona de boscos tropicals i subtropicals de frondoses humits.

Els olmeques van ser els primers habitants de les Amèriques en realitzar la construcció de l'arquitectura monumental i assentar-se en pobles i ciutats. També van ser els primers pobles americans en desenvolupar un sofisticat estil de l'escultura en pedra. A la primera dècada del segle XXI han tret a la llum proves de l'escriptura olmeca, amb els primers exemples de jeroglífics olmeques que daten a la ratlla de l'any 650 aC. Exemples d'escriptura s'han trobat als segells i artefactes de pedra; els textos són curts i han estat parcialment desxifrats a partir de la seva similitud amb altres sistemes d'escriptura de Mesoamèrica.

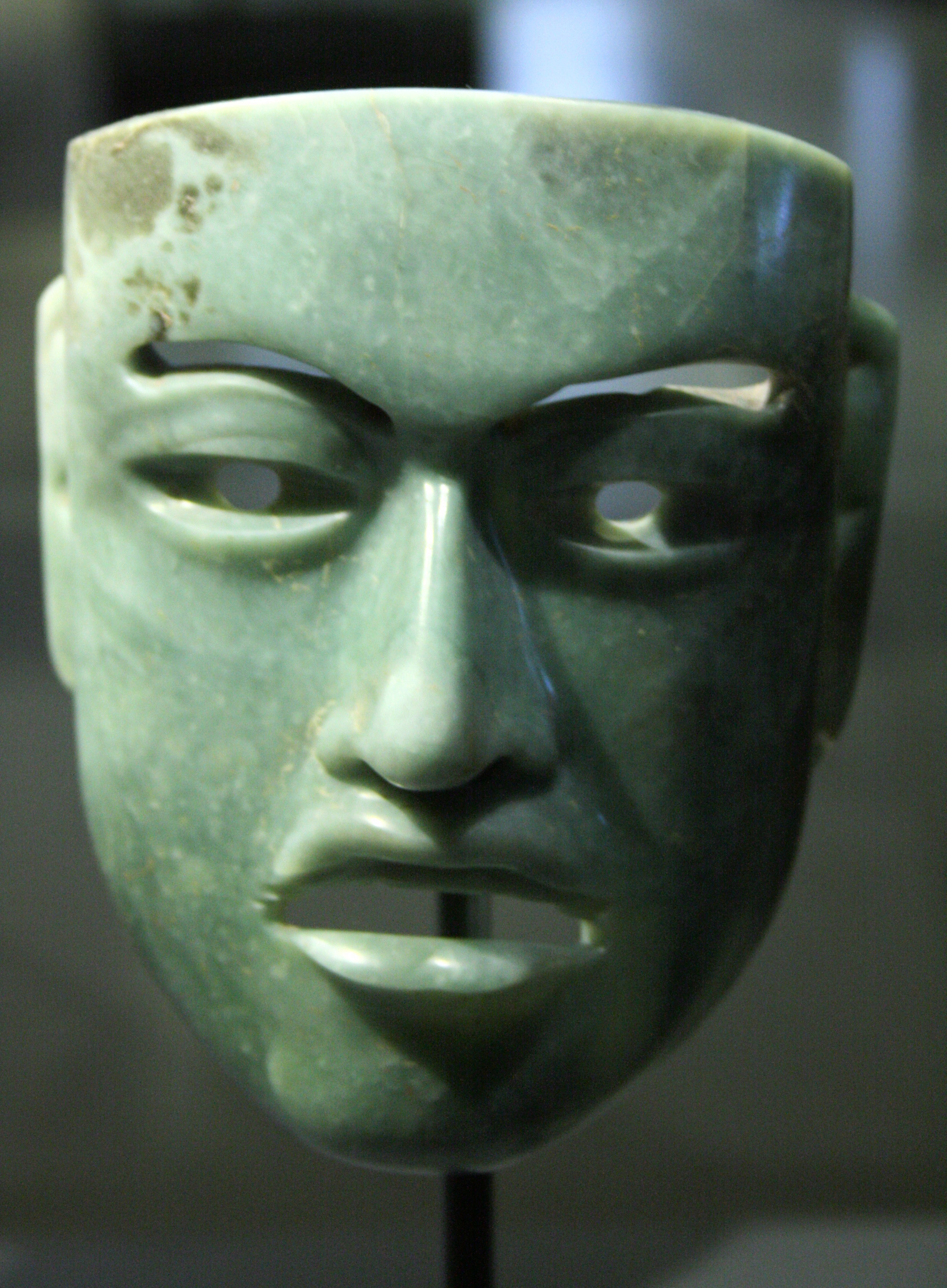
«Màscara d'estil olmeca», en jade mesoamericà.

 L'evidència de la complexa societat en desenvolupament en l'àrea olmeca ha fet que sigui considerada com la «Cultura Mare» de Mesoamèrica, encara que aquest concepte continua sent controvertit.
Alguns dels seus governants semblen haver servit també amb efectes religiosos. La ciutat de San Lorenzo va ser succeïda com el centre principal de la civilització per La Venta aproximadament l'any 900 aC, amb Tres Zapotes i Laguna de los Cerros, possiblement, compartint el mateix paper; d'altres centres urbans van ser molt menys significatius. La naturalesa i el grau de control exercit pels centres sobre una població rural generalitzada continua sent objecte d'estudi. L'art olmeca va ser realitzat clarament per a una elit, sobreviu en diverses formes, en particular figuretes olmeques, i escultures més grans, com El lluitador de quasi mida natural. Les figuretes s'han recuperat en gran nombre i són en la seva majoria realitzades en ceràmica; presumiblement estaven a l'abast de la població en general. Juntament amb aquestes, -de particular importància pels caps colossals- són les «màscares d'estil olmeca» en pedra, S'anomenen així perquè cap d'elles ha estat trobada en circumstàncies que permetin la identificació arqueològica adequada d'un context olmeca. Aquestes màscares suggeridores de pedra, presenten tant similituds com diferències amb els caps colossals. Dues terceres parts de l'escultura monumental olmeca representa la forma humana, i els caps colossals entren dins d'aquest important tema de l'art olmeca.

## Datació
Els caps olmeques no poden ser datats d'un mode precís però els caps de San Lorenzo van ser enterrats prop del 900 aC., indicant que el seu període d'ús i manufactura va ser fins i tot abans. Els caps de Tres Zapotes havien estat moguts del seu context original abans d'ésser investigats pels arqueòlegs i els caps de La Venta es troben parcialment exposats a la superfície del terra actual. A causa d'aquests factors, el període de producció dels caps colossals no és conegut, pel que pot variar des d'un segle fins a un mil·lenni. Estimacions del lapse de temps durant el qual els caps colossals van ser produïts varien des de 50 fins 200 anys. Els caps de San Lorenzo, es creuen, poden ser els exemples més antics i també els més hàbilment executats. Gràcies a això, els caps de pedra han estat assignats al període preclàssic de la cronologia Mesoamericana, en general al Preclàssic Primer (1500-1000 aC.), encara que els de Tres Zapotes i el cap de La Cobata han estat atribuïdes al Preclàssic Mitjà (1000-400 aC.).

## Característiques
Les caps colossals varien en alçada des de 1,47 a 3,4 metres i pesen entre 6 i 50 tones. Tots els caps representen homes madurs amb nassos xatos i galtes carnoses; els ulls lleugerament tancats. Les característiques físiques generals dels rostres són d'un tipus que encara és comú en els temps moderns entre les persones de la regió olmeca. La part posterior dels caps acostumen a ésser planes, com si els monuments inicialment s'haguessin col·locat contra un mur. Tots els exemples de caps colossals porten lligadures distintius que probablement representen tela o cuir d'animal. Alguns exemples en tenen un nus simulat a la part posterior del cap, i alguns estan decorats amb representacions de plomes. Un cap de La Venta està decorat amb el cap d'una au. Hi ha similituds entre les lligadures en alguns dels caps, que han portat a l'especulació que algunes de les lligadures poden representar diferents dinasties, o potser identificar ordres específiques. La majoria dels caps usen grans joies inserides en els lòbuls de les orelles.

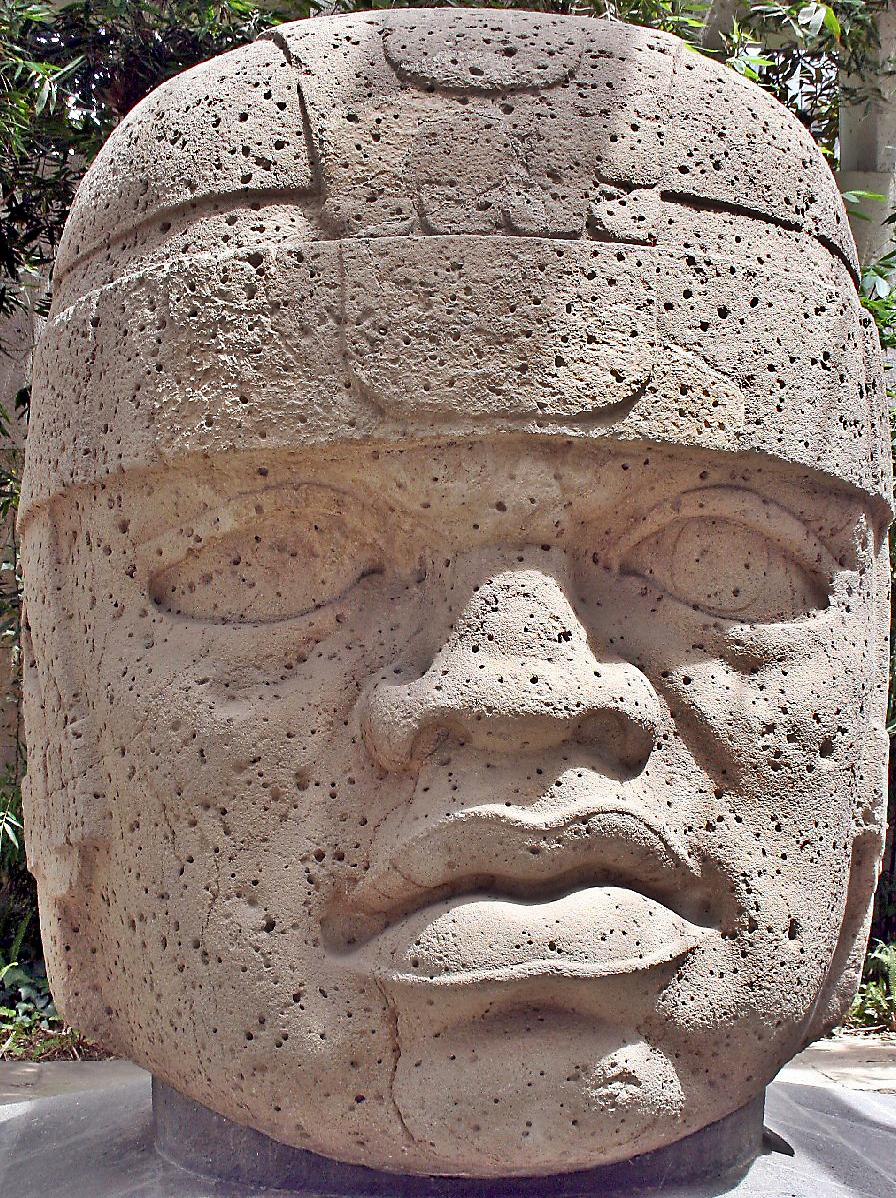
«Cap colossal 1» a San Lorenzo.

Tots els caps són descripcions realistes i franques, no idealitzades dels homes. És probable que fossin retrats en vida -o recentment morts- de governants ben coneguts pels escultors. Cada cap és distint i naturalista, mostrant característiques individualitzades. Alguna vegada es creu que podrien representar jugadors de pilota, encara que aquesta teoria no està gaire acceptada; és possible tanmateix, que representessin governants equipats per al joc de pilota mesoamericà. Les expressions facials que apareixen als caps varien de severitat a un plàcid somriure. L'art olmeca més naturalista, és el més antic, que apareix sobtadament i sense antecedents de sobreviure, amb una tendència cap a l'escultura més estilitzada a mesura que passava el temps. Alguns exemples de la supervivència de l'escultura de fusta, recuperades d'El Manatí demostren que els olmeques van ser propensos a crear moltes escultures més peribles que les obres esculpides en pedra.
A la fi del segle xix, José Melgar i Serrano descriu un cap colossal amb característiques «etiòpiques» i les especulacions que els olmeques tenien orígens africans van tornar a sorgir el 1960 a l'obra d'Alfonso Medellín Zenil i en la dècada de 1970 als escrits d'Ivan van Sertima. Aquesta especulació no ha estat presa molt seriosament pels estudiosos de Mesoamèrica com Richard Diehl i Ann Cyphers.
Encara que tots els caps colossals són molt similars, existeixen diferències estilístiques en la seva execució. Un dels caps de San Lorenzo presenta rastres de guix i pintura vermella, el que suggereix que els caps van estar originàriament decorats amb pintura. Els caps no només representen individualment els personatges dels governants olmeques; sinó que també incorporen el concepte mateix de la governació en si.

## Producció
La producció de cada cap colossal va ser probablement planejada curosament, tenint en compte els esforços que es requerien per assegurar els recursos necessaris; sembla probable que solament els més poderosos governants olmeques van ser capaços de mobilitzar aquests recursos. La mà d'obra incloïa escultors, peons, capatassos, barquers, fusters i d'altres artesans per produir les eines per fer i moure el monument, a més a més dels mitjans necessaris per alimentar i atendre tots aquests treballadors. Els nivells estacionals i els cicles agrícoles i fluvials es van haver de tenir en compte per planificar l'execució del monument i tot el projecte va poder arribar a anys des del començament a la fi.

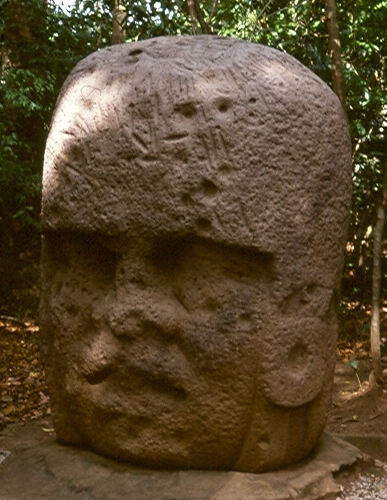
«Cap colossal 3» de La Venta (inacabat)-

La recerca arqueològica de tallers de basalt olmeques suggereixen que els caps colossals van ser desbastats en una primera aproximació mitjançant l'ús de la percussió directa de soscavar grans i petits trossos de pedra. Tot seguit, l'escultura es va anar refinant pel retoc de la superfície fent servir maces de pedra, que eren en general còdols que podrien ser de la mateixa classe de la pedra de basalt del propi monument, encara que això no va ser]sempre així. Van ser trobats abrasius als tallers de San Lorenzo, la qual cosa indica el seu ús a l'acabat dels detalls mes delicats. Els caps colossals van ser treballats com a monuments de ple volum, amb diferents nivells de relleu en el mateix treball; van tendir a presentar una major profunditat de relleu en la cara i relleu més suau en les orelleres i lligadures. El monument 20 de San Lorenzo és un tron molt fet malbé amb una figura que emergeix d'un nínxol. Els seus costats es van trencar i es van arrossegar a una altra ubicació abans de ser abandonat. És possible que aquests danys fossin causats en les etapes inicials de tornar a tallar el monument del tron d'un cap colossal, però que el treball mai no es va completar.
Els disset caps confirmats en l'àrea olmeca van ser esculpides en basalt de la Serra dels Tuxtlas de Veracruz. La majoria es van formar a partir de basalt gris fosc de gra gruixut conegut com a «basalt del Cerro Cintepec» després dels vessants d'un volcà. Els investigadors han proposat que grans roques de basalt del Cerro Cintepec es troben als vessants del sud-est de les muntanyes i són la font de la pedra dels monuments. Aquestes roques es troben en una zona afectada per grans lahars que portaven blocs de pedra rodant per la muntanya, el que suggereix que els olmeques no necessitaven extreure la matèria primera d'una pedrera per esculpir els caps.Les roques més o menys esfèriques van ser curosament seleccionades per poder imitar la forma d'un cap humà. La pedra dels caps de San Lorenzo i de La Venta va ser transportada a una distància considerable des del seu lloc d'origen. El cap nomenat La Cobata va ser trobat al turó El Vigía a la Serra dels Tuxtlas i la pedra de los monumentos A i Q Tres Zapotes, procedien del mateix pujol.
Les roques van ser transportades a més de 150 quilòmetres de la font original de la pedra. El mètode exacte de transport d'aquest tipus de grans masses de roca és desconegut, sobretot perquè els olmeques mancaven d'animals de càrrega, de funcionals rodes, i eren propensos a utilitzar el transport per aigua sempre que fos possible, aprofitant el sistema fluvial dels corrents costaners del golf de Mèxic podrien haver fet més pràctic el transport marítim i fluvial dels monuments que pesen 20 tones. Dues escultures olmeques molt danyades representen blocs rectangulars de pedra lligats amb cordes. Una figura humana destruïda en gran part cavalca sobre cada bloc, amb les cames penjant a un costat. Aquestes escultures poden representar governants olmeques que supervisen el transport de la pedra que es va formar en els seus monuments. Quan el transport per terra era necessari, els olmeques usaven calçades, camins i rampes per facilitar el desplaçament dels caps. El terreny regional ofereix importants obstacles com ara pantans i planes d'inundació; evitar-los hauria requerit creuar una zona muntanyosa. La construcció de camins temporals utilitzant les terres inundables adequats hauria permès una ruta directa a través de l'altiplà de San Lorenzo. Estructures de terra, com ara monticles, plataformes i camins a l'altiplà demostren que els olmeques posseïen els coneixements necessaris per remoure moviments de terres a gran escala.
Solament quatre de les disset caps colossals no tenen les esquenes planes, la qual cosa indica la possibilitat que la majoria eren monuments adaptats. Alternativament, les esquenes de molts d'aquests monuments massius poden haver estat aplanades per facilitar el seu transport, d'aquesta manera proporcionava una forma més estable per transportar-los amb cordes. [34] Dos caps de San Lorenzo tenen rastres de nínxols que són característics de trons monumentals olmeques i es creu que van ser tornats a treballar des dels monuments anteriors dels caps.
| Nom del lloc | Localització | Monument        | Nom alternatiu              | Alçada (m) | Amplada (m) | Profunditat (m) | Pes (tones) | Imatge |
| ------------ | ------------ | --------------- | --------------------------- | ---------- | ----------- | --------------- | ----------- | ------ |
| San Lorenzo  | Veracruz     | Cap colossal 1  | Monument 1                  | 2,84       | 2,11        |                 | 25,3        |        |
| San Lorenzo  | Veracruz     | Cap colossal 2  | Monument 2                  | 2,69       | 1,83        | 1,05            | 20          |        |
| San Lorenzo  | Veracruz     | Cap colossal 3  | Monument 3                  | 1,78       | 1,63        | 0,95            | 9,4         |        |
| San Lorenzo  | Veracruz     | Cap colossal 4  | Monument 4                  | 1,78       | 1,17        | 0,95            | 6           |        |
| San Lorenzo  | Veracruz     | Cap colossal 5  | Monument 5                  | 1,86       | 1,47        | 1,15            | 11,6        |        |
| San Lorenzo  | Veracruz     | Cap colossal 6  | Monument 17                 | 1,67       | 1,41        | 1,26            | 8–10        |        |
| San Lorenzo  | Veracruz     | Cap colossal 7  | Monument 53                 | 2,7        | 1,85        | 1,35            | 18          |        |
| San Lorenzo  | Veracruz     | Cap colossal 8  | Monument 61                 | 2,2        | 1,65        | 1,6             | 13          |        |
| San Lorenzo  | Veracruz     | Cap colossal 9  | Monument 66                 | 1,65       | 1,36        | 1,17            |             |        |
| San Lorenzo  | Veracruz     | Cap colossal 10 | Monument 89                 | 1,8        | 1,43        | 0,92            | 8           |        |
| La Venta     | Tabasco      | Monument 1      |                             | 2,41       | 2,08        | 1,95            | 24          |        |
| La Venta     | Tabasco      | Monument 2      |                             | 1,63       | 1,35        | 0,98            | 11,8        |        |
| La Venta     | Tabasco      | Monument 3      |                             | 1,98       | 1,6         | 1               | 12,8        |        |
| La Venta     | Tabasco      | Monument 4      |                             | 2,26       | 1,98        | 1,86            | 19,8        |        |
| Tres Zapotes | Veracruz     | Monument A      | Cap colossal 1              | 1,47       | 1,5         | 1,45            | 7,8         |        |
| Tres Zapotes | Veracruz     | Monument Q      | Cap colossal 2, Cap Nestape | 1,45       | 1,34        | 1,26            | 8,5         |        |
| La Cobata    | Veracruz     | Cap La Cobata   |                             | 3,4        | 3           | 3               | 40          |        |
| Takalik Abaj | Retalhuleu   | Monument 23     |                             | 1,84       | 1,2         | 1,56            |             |        |

## Monuments coneguts

Mapa del centre olmeca. La Serra dels Tuxtlas està marcada com Tuxtla Mountains.

Es coneixen disset monuments confirmats. Un altre monument addicional a Takali Abaj a Guatemala, és un tron que va poder haver-se tallat d'un cap colossal. Aquest és l'únic exemple conegut fora de l'àrea central olmeca de la costa del golf de Mèxic. Possibles fragments de caps colossals han estat recuperats a San Lorenzo i a Sant Fernando a Tabasco. També es coneixen caps colossals de pedra en brut a la zona maia del sud, que estan associades amb l'estil d'«escultura barrigona». Malgrat els arguments a favor que s'han plantejat considerant-los com pre-olmeques en general, es creu que aquests últims monuments van ser influïts per l'escultura olmeca.
| Lloc                     | Nombre de monuments |
| ------------------------ | ------------------- |
| San Lorenzo Tenochtitlán | 10                  |
| La Venta                 | 4                   |
| Tres Zapotes             | 2                   |
| La Cobata                | 1                   |
| Takalik Abaj             | 1 (possible)        |

### San Lorenzo
Els deu caps colossals de San Lorenzo originàriament van formar dues línies més o menys paral·leles de nord a sud a través del seu lloc d'emplaçament. Encara que alguns van ser recuperats de barrancs, que es troben a prop de les seves ubicacions originals i havien quedat enterrats per l'erosió local. Aquests caps, juntament amb un nombre de trons monumentals de pedra, probablement van formar un recorregut processional en tot l'indret, representen poderosament la seva història dinàstica. Dos dels caps de San Lorenzo havien estat tornats a tallar en trons monumentals.

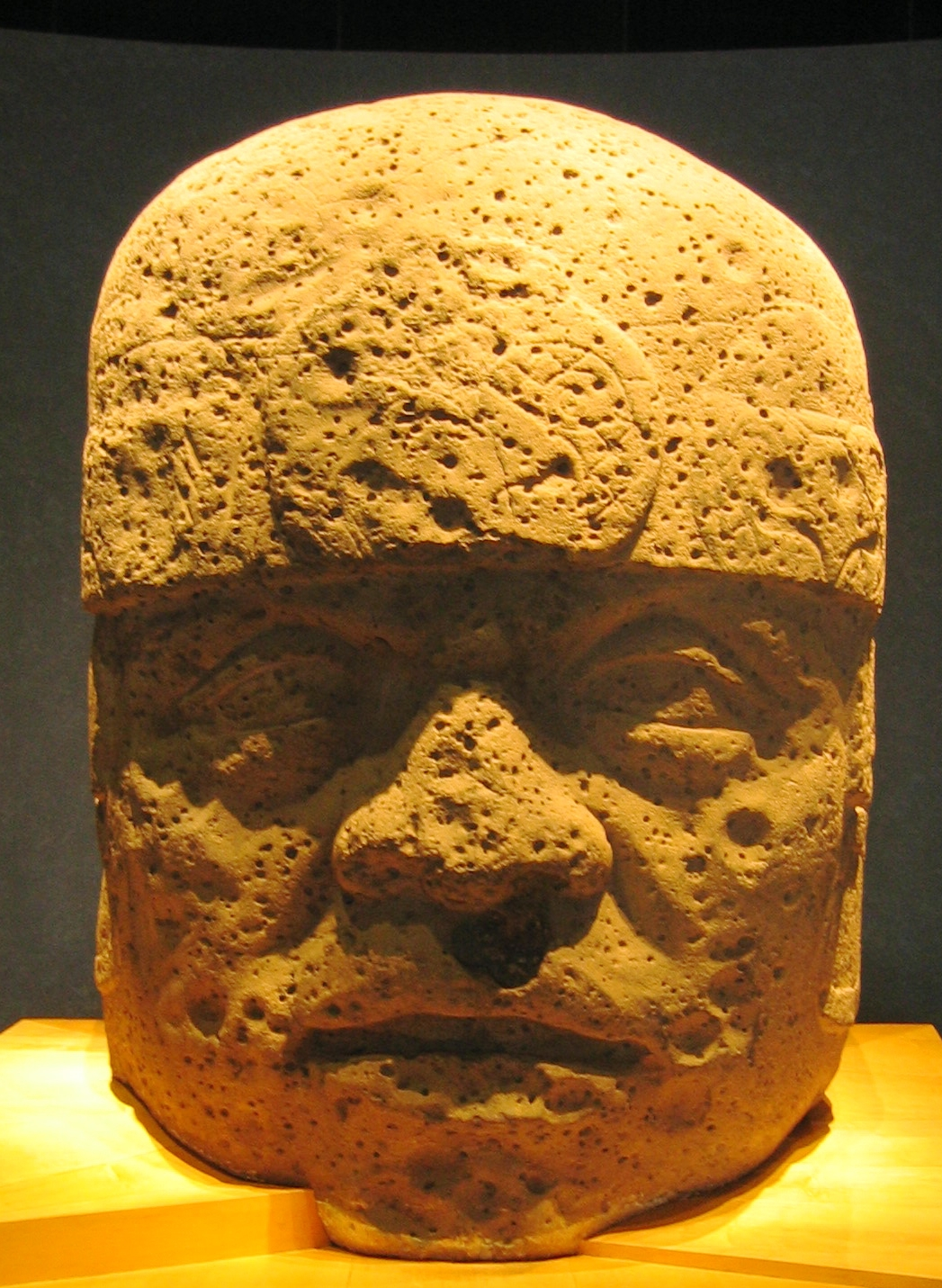
San Lorenzo Cap colossal 2, al Museu Nacional d'Antropologia la Ciutat de Mèxic.

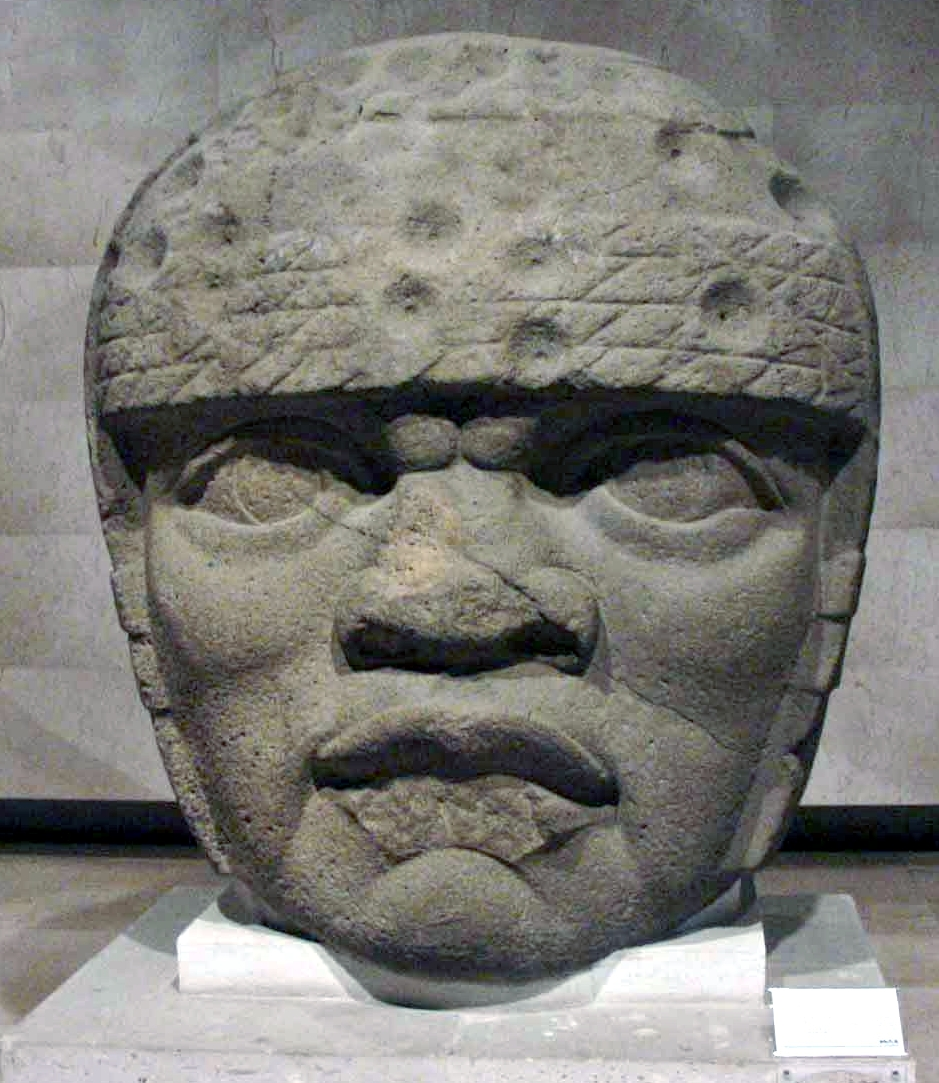
San Lorenzo Cap colossal 3

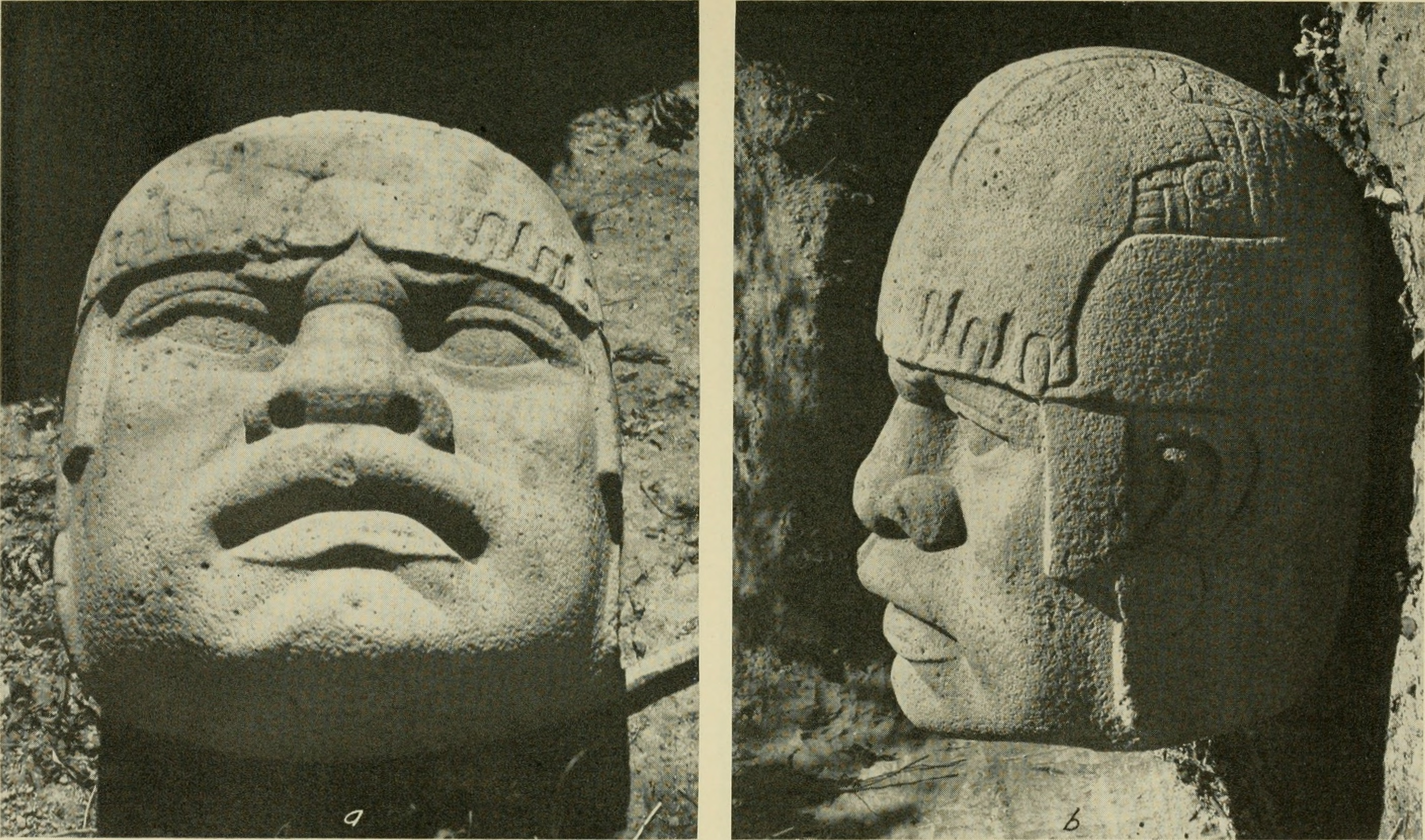
Front i perfil de Cap colossal 5 de San Lorenzo.

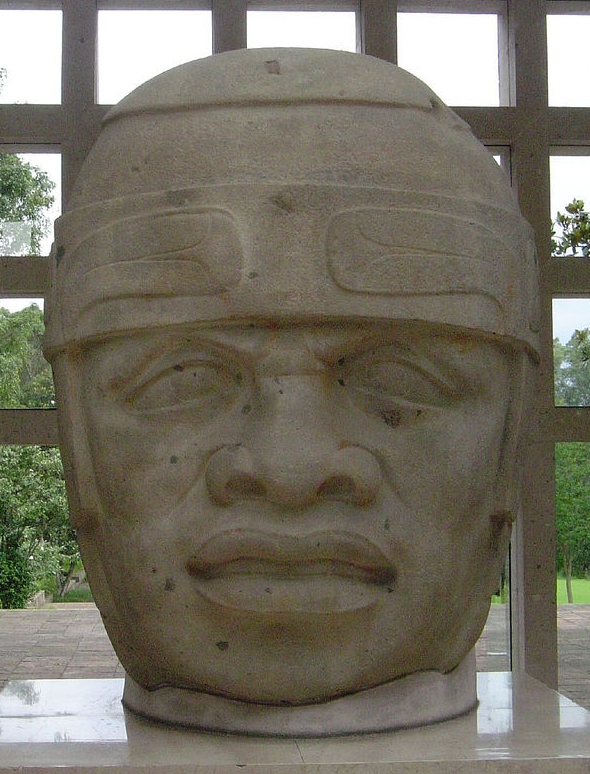
San Lorenzo Cap colossal 8 al Museu d'Antropologia de Xalapa

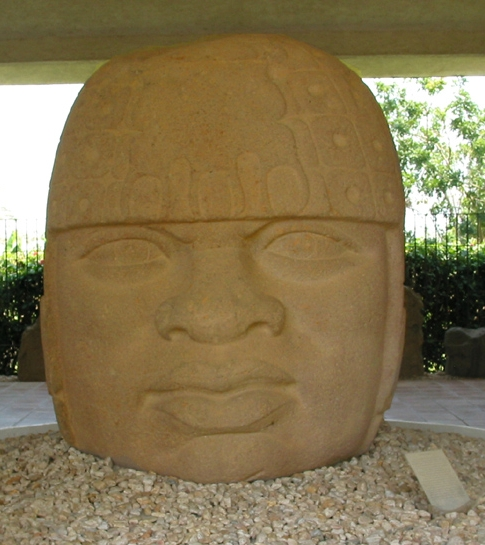
San Lorenzo Cap colossal 10 al Museu Comunitari de San Lorenzo Tenochtitlán

a San Lorenzo Cap colossal 1 (també conegut com a San Lorenzo Monument 1), estava tombat de cara cap amunt quan es va excavar. L'erosió d'un camí que passava per la part superior del monument havia descobert el seu ull i va conduir a la descoberta del jaciment olmeca. El cap colossal 1 és de 2,84 metres d'alt; 2,11 metres d'amplada i pesa 25,3 tones. El monument va ser descobert parcialment enterrat a la vora d'un barranc per Matthew Stirling el 1945 que és quan es va comprovar que estava tombat sobre la seva esquena, mirant cap amunt. S'associa amb un gran nombre de vasos i figures de ceràmica trencades. La majoria d'aquestes restes ceràmiques s'han datat entre els anys 800 i 400 abans de Crist. La lligadura posseeix una banda plana que es lliga a la part posterior del cap. La part superior està decorada amb un motiu en forma d'U. Aquest element descendeix per la part davantera de la lligadura, que acaba al front. A la part frontal està decorada amb cinc motius semicirculars. A cada costat de la cara una corretja baixa des de la lligadura i passa per davant de l'orella. El front té les celles arrufades. Els llavis estan lleugerament separats sense veure's les dents. Les galtes són pronunciades i les orelles estan particularment bé elaborades. La cara és lleugerament asimètrica, que pot ser a causa d'una errada per part dels escultors o pot reflectir amb precisió les característiques físiques del retratat. El cap ha estat traslladat al Museu d'Antropologia de Xalapa.
a San Lorenzo Cap colossal 2 (també conegut com a San Lorenzo Monument 2) va ser novament treballada en un tron monumental. El cap destaca en els 2,69 metres d'alçada, per 1,83 metres d'amplada per 1,05 metres de profunditat; pesa 20 tones. El cap colossal 2 va ser descobert el 1945, quan el guia de Matthew Stirling va aclarir una mica la vegetació i el fang que el cobria. Es va trobar que el monument es trobava estirat de cara per amunt, mirant cap al cel, i va ser definitivament excavat el 1946 per Stirling i Philip Drucker. L'any 1962 el monument va ser retirat de l'altiplà de San Lorenzo per tal de posar-ho en exhibició com a part de l'exposició «La tradició olmeca» al Museu de Belles Arts de Houston el 1963. Actualment es troba al Museu Nacional d'Antropologia la Ciutat de Mèxic. El cap estava associat amb una sèrie de troballes de ceràmica; que han estat datades del Preclàssic inferior i del Preclàssic tardà. El cap porta una lligadura complexa amb una banda horitzontal lligada a la part posterior del cap, està decorada amb tres caps d'ocells que es troben per damunt del front i les temples. Dues corretges curtes pengen cap avall des de la lligadura per al davant de les orelles. Les joies de les orelles estan formades per grans anells o discs emmarcats. El cap està molt fet malbé a causa d'un procés de nova elaboració sense acabar. Aquest procés ha marcat tota la cara amb almenys 60 petits buits i 2 forats més grans.] Les característiques que sobreviuen semblen representar un home d'edat amb el front arrugat en unes celles arrufades. Els llavis són gruixuts i lleugerament separats per mostrar les dents; El cap té una barbeta pronunciada.
a San Lorenzo Cap colossal 3, també es coneix com a San Lorenzo Monument 3. El cap mesura 1,78 metres d'alçada per 1,63 metres d'amplada per 0,95 metres de profunditat i pesa 9,4 tones. El cap va ser descobert en un profund barranc per Matthew Stirling el 1946; es va trobar tombat de boca terrosa i la seva excavació va ser difícil a causa de les condicions d'humitat al barranc. El monument era a 0,8 quilòmetres al sud-oest del monticle principal de San Lorenzo, tanmateix, la seva ubicació original és desconeguda; l'erosió del barranc pot haver donat lloc a un moviment significatiu de l'escultura. S'ha traslladat al Museu d'Antropologia de Xalapa. La lligadura és complexa, amb la banda horitzontal basal que està formada per unes sèries de línies horitzontals. Un petit casquet tanca la lligadura. Una gran aleta formada per quatre cordes cau ambdós costats del cap, cobrint completament les orelles. La cara, té com és normal en altres caps olmeques, les celles arrufades i, excepcionalment, les parpelles estan clarament definides. Els llavis són gruixuts i lleugerament separats; la part davantera del llavi inferior s'ha trencat per complet, i la part frontal inferior de la lligadura està amb 27 depressions artificials espaiades irregularment.

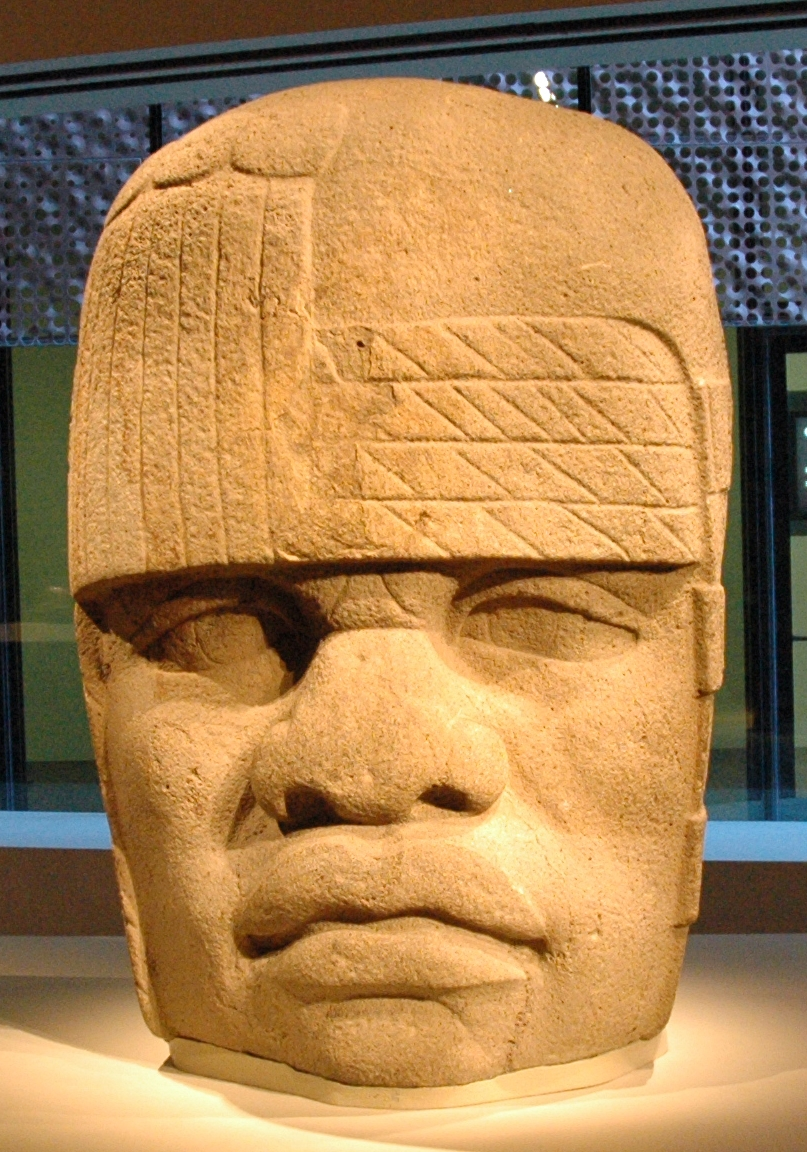
San Lorenzo Cap colossal 4, fotografiat l'any 2005 mentre era en préstec al Museu de Young a San Francisco

a San Lorenzo Cap Colossal 4 (també conegut com a San Lorenzo Monument 4) pesa 6 tones, i ha estat traslladat al Museu d'Antropologia de Xalapa. El Cap Colossal 4 mesura 1,78 metres d'alt, 1,17 metres d'amplada i 0,95 metres de profunditat. El cap va ser descobert per Matthew Stirling el 1946, a 550 metres al nord-oest del montícle principal, a la vora d'un barranc. Un cop excavat, es va trobar en molt bon estat de conservació. Els materials ceràmics excavats amb el cap van ser associats amb el Cap colossAL 5, fent la datació de ceràmica i del monument difícil. La lligadura està decorat amb una banda horitzontal formats per quatre cordes esculpides, similars a les del cap 3. A la part dreta, tres borles baixen des de la part superior de la lligadura i acaben en un total de vuit tires que pengen cap avall a través de la banda horitzontal. Aquestes borles i tires es creu que es van fer per representar el cabell. També al costat dret, dues tires baixen a través de l'orella i continuen fins a la base del monument. Al costat de l'esquerra, tres tires verticals descendeixen a través de l'orella. L'orellera només és visible al costat dret; es presenta amb un disc pla i una clavilla. El rostre és el d'un home d'edat, amb el front arrugat, i sota els pòmuls un mentó prominent. Els llavis són gruixuts i lleugerament separats.
a San Lorenzo Cap colossal 5 també es coneix com a San Lorenzo Monument 5. El monument mesura 1,86 metres d'alt per 1,47 metres d'amplada per 1,15 metres de profunditat. El seu pes és de 11,6 tones. El cap va ser descobert per Matthew Stirling el 1946, de boca terrosa en un barranc al sud del monticle principal. El cap està particularment bé executat i és probable que s'hi hagi trobat a prop de la seva ubicació original. Les ceràmiques recuperades durant la seva excavació es van mesclar amb les de l'excavació del cap 4. Les ceràmiques mixtes han estat datades aproximadament entre el 1400-1000 aC i els anys 800-1000 dC. respectivament. El cap colossal 5 està particularment ben conservat, encara que la part posterior de la banda de la lligadura va ser danyada quan el cap es va moure de la zona arqueològica. La banda gravada de la lligadura s'hi ha fixat en un angle i té un pic per damunt del pont del nas. La lligadura està decorada amb potes de jaguar; aquesta identificació general de la decoració ha estat impugnada per Beatriz de la Fuente, ja que «les potes» tenen tres garres cadascuna; que les identifica com les garres d'un ocell de rapinya. A la part posterior del cap, deu tires entrellaçades formen una xarxa decorada amb motius de disc. Dues corretges curtes descendeixen des de la lligadura per al davant de les orelles. Les orelles estan adornades amb orelleres en forma de disc amb pinces. El rostre és el d'un home d'edat amb arrugues sota els ulls i en tot el pont del nas. Els llavis estan lleugerament separats. El cap colossal 5 ha estat traslladat al Museu d'Antropologia de Xalapa.
| San Lorenzo Cap colossal 6 al Museu Nacional d'Antropologia |  | San Lorenzo Cap colossal 6 al Museu Nacional d'Antropologia  |
| San Lorenzo Cap colossal 6 al Museu Nacional d'Antropologia |  | San Lorenzo Cap colossal 7 al Museu d'Antropologia de Xalapa |

a San Lorenzo Cap colossal 6 (també conegut com a San Lorenzo Monument 17) és un dels exemples més petits de caps colossals, mesura 1,67 metres d'alçada, per 1,41 metres d'amplada per 1,26 metres de profunditat i s'estima que pesa entre 8 i 10 tones. El cap va ser descobert per un treballador agrícola local i va ser excavat el 1965 per Luis Aveleyra i Román Piña Chan. El cap s'havia esfondrat en un barranc pel seu propi pes i es va trobar de boca terrosa sobre el seu costat esquerre. L'any 1970 va ser traslladat al Museu Metropolità d'Art a Nova York per a l'exposició del centenari del museu. Després del seu retorn a Mèxic, va ser col·locat al Museu Nacional d'Antropologia a la Ciutat de Mèxic. Està esculpit amb una lligadura per al cap en forma de xarxa unida amb uns botons esculpits. Una banda descendeix per la lligadura per cobrir la mitja part posterior del coll. La banda es divideix en quatre tires i comença per damunt de l'orella dreta i s'estén al voltant de tot el cap. Una corretja curta baixa des de cada costat del cap per davant les orelles. Les orelleres són complexes i són més grans a la part frontal de l'orella que a la part posterior. El rostre és el d'un home envellit amb el front arrugat, té arrugues sota els ulls, flacciditat a les galtes i plecs profunds a ambdós costats del nas. La cara és una mica asimètrica, possiblement a causa d'errades en l'execució del monument.
a San Lorenzo Cap colossal 7 (també conegut com a San Lorenzo Monument 53) mesura 2,7 metres d'alçada per 1,85 metres d'amplada per 1,35 metres de profunditat i pesa 18 tones. San Lorenzo cap colossal 7 va ser tornat a treballar per convertir-ho en un tron monumental; Va ser descobert en un projecte arqueològic conjunt del Institut Nacional d'Antropologia i Història i la Universitat Yale, com a resultat d'un treball amb uns dispositius magnetòmetres. Es va trobar enterrat a una profunditat de menys d'1 metre, acostat mirant cap amunt, i que s'inclinava lleugerament cap al nord sobre el seu costat dret. El cap està mal conservat i ha patit tant per l'erosió com per danys deliberats. La lligadura està decorada amb un parell de mans humanes; té tallat una decoració de plomes a la banda de la part posterior i dos discs adornen la part central. Una corretja curta baixa de la banda del cap i penja per al davant de l'orella dreta. Té grans orelleres que cobreixen completament els lòbuls de les orelles, encara que l'erosió severa fa que la seva forma exacta sigui difícil de distingir. La cara té arrugues entre el nas i les galtes, les galtes i els ulls són enfonsats; els llavis estan molt danyats i la boca està oberta, mostrant les dents. L'any 1986, el cap va ser traslladat al Museu d'Antropologia de Xalapa.
a San Lorenzo Cap colossal 8 (també conegut com a San Lorenzo Monument 61) Mesura 2,2 metres d'alçada; per 1,65 metres d'amplada per 1,6 metres de profunditat i pesa 13 tones. És un dels millors exemples d'un cap colossal olmeca. Es va trobar tombat de costat al sud d'un tron monumental. El monument va ser descobert a una profunditat de 5 metres durant un estudi per magnetòmetre de l'indret el 1968; S'ha datat al Preclàssic inferior. Després de la descoberta, va ser traslladat al Museu d'Antropologia de Xalapa el 1986. La lligadura està decorada amb les garres d'una àguila. Té una banda al cap i una corretja que descendeix de sota la lligadura per al darrere de les orelles. Dues corretges curtes baixen per al davant de les orelles. el cap mostra grans orelleres amb clavilles. El rostre és el d'un home madur amb galtes caigudes i amb arrugues entre aquestes i el nas. El front es troba amb les celles arrufades. La boca està entre oberta per on es veuen les dents. La major part del cap està tallat d'una manera realista, amb l'excepció de les orelles. Aquestes són estilitzades i representades per una forma de signe d'interrogació continguda dintre d'una altra. Està molt bé conservat i mostra un acabat fi.
a San Lorenzo Cap Colossal 9 (també es coneix com a San Lorenzo Monument 66). Mesura 1,65 metres d'alçada per 1,36 metres d'amplada per 1,17 metres de profunditat. El cap va sortir a llum el 1982 per l'erosió dels barrancs de San Lorenzo; es va trobar lleugerament inclinat sobre el seu costat dret i cap amunt, mig cobert pel costat col·lapsat per un barranc i rentat per un rierol. Encara que va ser documentat per arqueòlegs va romandre durant algun temps en el seu lloc de la descoberta, abans de ser traslladat al Museu d'Antropologia de Xalapa. La lligadura és d'una única peça sense cap banda. Aquestes parts presenten característiques, possiblement, de la intenció de representar els cabells llargs, que s'arrossega a la part inferior del monument. Les orelleres són plaques rectangulars amb un element trapezoidal addicional a la part davantera. El cap sembla també que portava un anell al nas. La cara està somrient i té arrugues sota els ulls i a la vorade la boca. Hi ha flacciditat de les galtes i té els ulls molt oberts. La boca està tancada i el llavi superior està greument danyat. L'escultura va patir l'alguna mutilació en l'antiguitat, amb nou forats excavats a la cara i a la lligadura.
a San Lorenzo Cap colossal 10 (també conegut com a San Lorenzo Monument 89) ha estat traslladat al Museu Comunitari de San Lorenzo Tenochtitlán a la vora de Texistepec. Mesura 1,8 metres d'alçada per 1,43 metres d'amplada per 0,92 metres de profunditat; pesa 8 tones. El cap va ser descobert per un estudi magnetòmetre e 1994; es va trobar enterrat, tombat de cara per amunt al fons d'un barranc i va ser excavat per Ann Cyphers. La lligadura es forma amb 92 cordons circulars que cobreixen completament la part superior del cap i descendeixen a través dels costats i per a la part posterior. Per damunt del front n'hi ha un gran element que forma una pota de tres dits amb ungles llargues, possiblement, una pota d'un ocell. El cap porta orelleres grans que sobresurten més enllà de la lligadura. El rostre és el d'un home madur amb la boca tancada, galtes caigudes. La boca està tallada amb sensibilitat i el cap posseeix una barbeta pronunciada.

### La Venta
Tres dels caps de La Venta es van trobar formant una línia que corre d'est a oest al nord de Complex I; els tres s'encaren cap al nord, lluny del centre de la ciutat. L'altre cap va ser trobat al complex B, al sud de la Gran Piràmide, a una plaça que incloïa una sèrie d'altres escultures. Aquest últim, el primer dels caps de La Venta en ser descobert, va ser trobat durant l'exploració arqueològica de La Venta de l'any 1925; els altres tres van romandre desconeguts per als arqueòlegs fins a la indicació d'un noi de la zona, guia de Matthew Stirling mentre estava excavant en el lloc del primer cap l'any 1940. Van ser localitzats aproximadament a 0,9 quilòmetres al nord del monument 1.

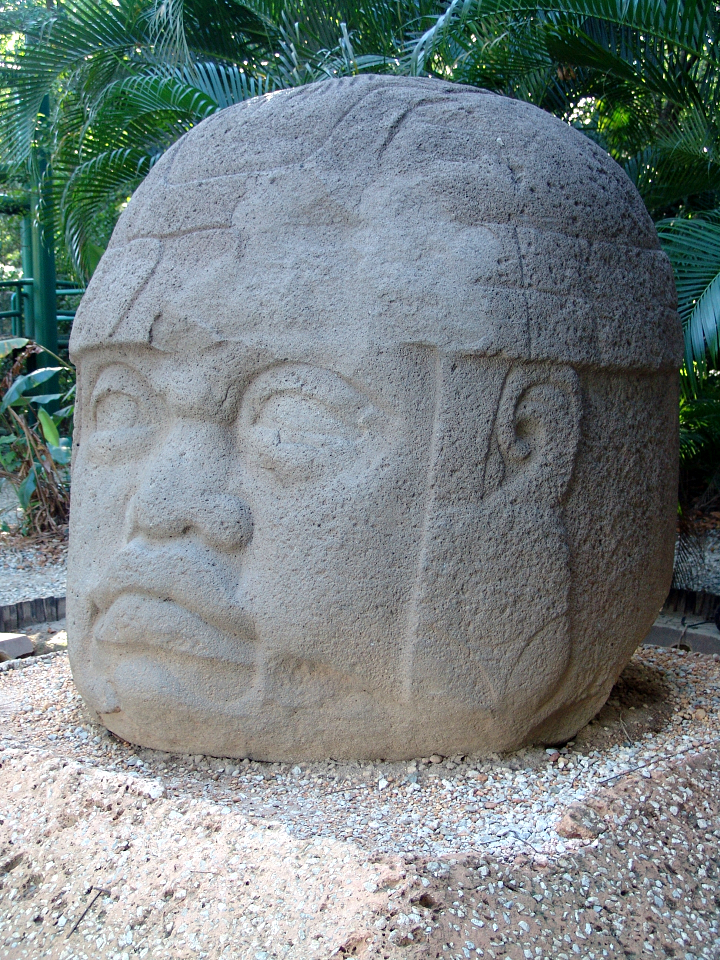
La Venta Monument 1 des del costat, on s'aprecien les corretges de la lligadura i orelleres.

La Venta Monument 1. S'especula haver estat el retrat d'últim governant de La Venta. Fa 2,41 metres d'alçada per 2,08 metres d'amplada per 1,95 metres de profunditat; pesa 24 tones. La part frontal de la lligadura està decorada amb tres motius que aparentment representen les urpes o els ullals d'un animal. Per damunt d'aquests símbols hi ha una decoració en forma d'U angular descendent del cuir cabellut. A cada costat del monument una corretja descendeix des de la lligadura, passant per davant de l'orella. Cada orella té un ornament prominent que baixa des del lòbul de l'orella a la base del monument. Les característiques són les d'un home madur, amb arrugues prop de la boca, els ulls i el nas. El monument 1, és el cap millor conservat a La Venta, però ha sofert erosió, especialment a la part posterior. El cap va ser descrit per primera vegada per Franz Blom i Oliver La Farge que van investigar a La Venta l'any 1925, tal com es manté el registre a la Universitat Tulane. Quan es va descobrir estava mig enterrat; per la seva enorme mida els descobridors no van ser capaços d'excavar-ho per complet. Matthew Stirling ho va excavar completament el 1940, després de desembarassar l'espessa vegetació que l'ho havia cobert en els anys intermedis. El monument 1 ha estat trasllat al Parc-Museu La Venta a Villahermosa. El cap va ser trobat al seu context original; troballes associades han estat datades pel mètode del carboni 14 entre 1000 i 600 anys abans de Crist.
La Venta Monument 2 té unes mides de 1,63 metres d'alçada per 1,35 metres d'amplada per 0,98 metres de profunditat; el cap pesa 11,8 tones. La cara té una expressió amb un ampli somriure que revela quatre de les dents superiors. Les galtes són prominents per l'acció del propi somriure; el front que està normalment visible en altres caps, en aquest es troba cobert per la vora de la lligadura. La cara està força erosionada, la qual cosa distorsiona les seves característiques. A més a més dels danys de la severa erosió, el llavi superior i una part del nas han estat mutilats deliberadament. Va ser trobat al seu context original a pocs metres al nord de la cantonada nord-oest de la piràmide de la plataforma A-2. La datació per radiocarboni 14 del context del monument el data entre els anys 1000 i 600 abans de Crist.

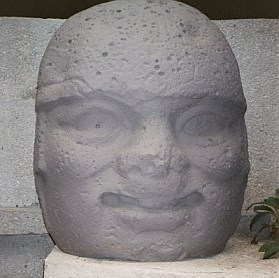
La Venta Monument 2

 El monument 2 ha patit danys per erosió de la seva exposició als quals s'ha d'afegir els elements que ja tenia abans de la seva descoberta. El cap té una lligadura prominent però està molt erosionada i qualsevol detall ha estat esborrat. Una corretja descendeix davant de l'orella a cada costat del cap, baixant fins al lòbul. El cap està adornat amb orelleres en forma d'un disc que cobreix el lòbul de l'orella, amb un clip o una clavilla associada. Els detalls supervivents de la lligadura i orelleres tenen un estil semblant als del monument A de Tres Zapotes. El cap ha estat traslladat al Museu de l'Estat de Tabasco a Villahermosa.
La Venta Monument 3, presenta 1,98 metres d'alçada, 1,6 metres d'amplada per 1 metre de profunditat; pesa 12,8 tones. El monument 3, es trobava a pocs metres a l'est del monument 2, però es va traslladar al Parc-Museu La Venta a Villahermosa. Igual que els altres caps de La Venta, el seu context ha estat datat per carboni 14, entre els anys 1000 i 600 abans de Crist. Pel que sembla, està sense acabar i ha sofert greus danys causats per la intempèrie, el que fa difícil l'anàlisi. Tenia una gran lligadura que arribava fins a les celles, però no queda cap detall perquè s'han perdut per l'erosió. Unes corretges descendeixen per al davant de cada orella i continuen fins a la base del monument. Les orelles tenen grans anells aplanats que se superposen a les corretges ; probablement representen ornaments de jade d'un tipus que s'han recuperat a la regió olmeca. Encara que la majoria dels detalls facials es troben] perduts, l'arrugament del pont del nas és encara evident, una característica comuna en les expressions amenaçadores d'altres Caps colossals.
La Venta Monument 4, té unes mides de 2,26 metres d'alçada per 1,98 metres d'amplada i 1,86 metres de profunditat. El seu pes és de 19,8 tones. Es va trobar a pocs metres a l'oest del monument 2 i ha estat traslladat al Parc-Museu La Venta. Igual que amb els altres caps del grup, el seu context arqueològic ha estat datat mitjançant el radiocarboni 14 entre als anys 1000 i 600 abans Crist. La lligadura està elaborada i, encara que danyada, té diversos detalls que són encara perceptibles. La base de la lligadura està formada per tres franges horitzontals que s'estenen sobre el front. Un costat està decorat amb un motiu de doble disc que pot haver estat repetit a l'altre banda; si és així, els danys al costat dret han esborrat qualsevol rastre d'això. La part superior de la lligadura està decorada amb urpes d'un ocell de rapinya. Qualsevol de les corretges o les trenes descendeixen per ambdós costats de la cara, des de la lligadura a la base del monument. Solament una orellera sobreviu; és plana, en forma d'un quadrat una mica arrodonit, i està decorada amb un motiu de creu. Les orelles estan completament erosionades i els llavis estan fets malbé. Les característiques que sobreviuen mostren les celles arrufades i els plecs prop del nas i les galtes. El cap mostra unes dents prominents.

### Tres Zapotes
Els dos caps a Tres Zapotes, amb el cap de La Cobata, tenen un estil diferent dels altres exemples coneguts. Beatriz de la Fuente els veu com una supervivència regional tardana d'una tradició més antiga, mentre que d'altres estudiosos sostenen que no són més que el tipus de variant regional que es pot esperar en un assentament de frontera. Aquests caps estan esculpits amb lligadures relativament simples; tenen àmplies proporcions i trets facials distintius. Els dos caps de Tres Zapotes són els monuments de pedra més antics coneguts en l'indret. La descoberta d'un dels caps de Tres Zapotes en el segle xix va conduir a les primeres investigacions arqueològiques de la cultura olmeca, portada a terme per Matthew Stirling el 1938.
| Monument A a Tres Zapotes |  | Monument A a Tres Zapotes  |
| Monument A a Tres Zapotes |  | Monument Q a Tres Zapotes. |

Tres Zapotes Monument A (també conegut com a Tres Zapotes Cap colossal 1) va ser el primer cap colossal que es van trobar, descobert per accident a la meitat del segle xix, a 1 quilometro al nord de la moderna localitat de Tres Zapotes. Després de la seva descoberta es va mantenir semi eenterrat fins que va ser excavat per Matthew Stirling el 1939. En algun moment es va traslladar a la plaça de la ciutat moderna, probablement a començaments de 1960. De llavors ençà s'ha traslladat al Museu Comunitari de Tres Zapotes. El monument A és 1,47 metres d'alçada; 1,5 metres d'amplada per 1,45 metres de profunditat, i es calcula que pesa 7,8 tones. El cap està esculpit amb un senzill tocat amb una banda ampla que està sense decoració, porta orelleres rectangulars que es projecten cap endavant a les galtes. El rostre està tallat amb arrugues profundes entre les galtes i el nas i prop de la boca; el front es presenta amb les celles arrufades. El llavi superior ha sofert danys recents, a la part esquerra.
Tres Zapotes Monument Q (també conegut com el Cap Nestape i Tres Zapotes Cap Colossal 2), mesura 1,45 metres d'alt per 1,34 metres d'amplada per 1,26 metres de profunditat i pesa 8,5 tones. La seva data exacta de la descoberta és desconeguda, però s'estima que va ser a la dècada de 1940, quan va ser copejat per la maquinària que s'utilitza per netejar la vegetació del pujol Nestape. El monument Q va ser l'onzè cap colossal en ser descobert. Es va traslladar a la plaça de Santiago Tuxtla l'any 1951 i roman allà fins al dia d'avui. El monument Q va ser descrit per primera vegada per Williams i Heizer en un article publicat el 1965. La lligadura està decorada amb una forma de llengüeta frontal i la part posterior del cap està esculpida amb set trenes lligades amb borles. Una corretja descendeix des de cada costat de la lligadura, passant per damunt de les orelles i a la base del monument. La cara s'ha pronunciat les arrugues prop del nas, la boca i els ulls.

### La Cobata

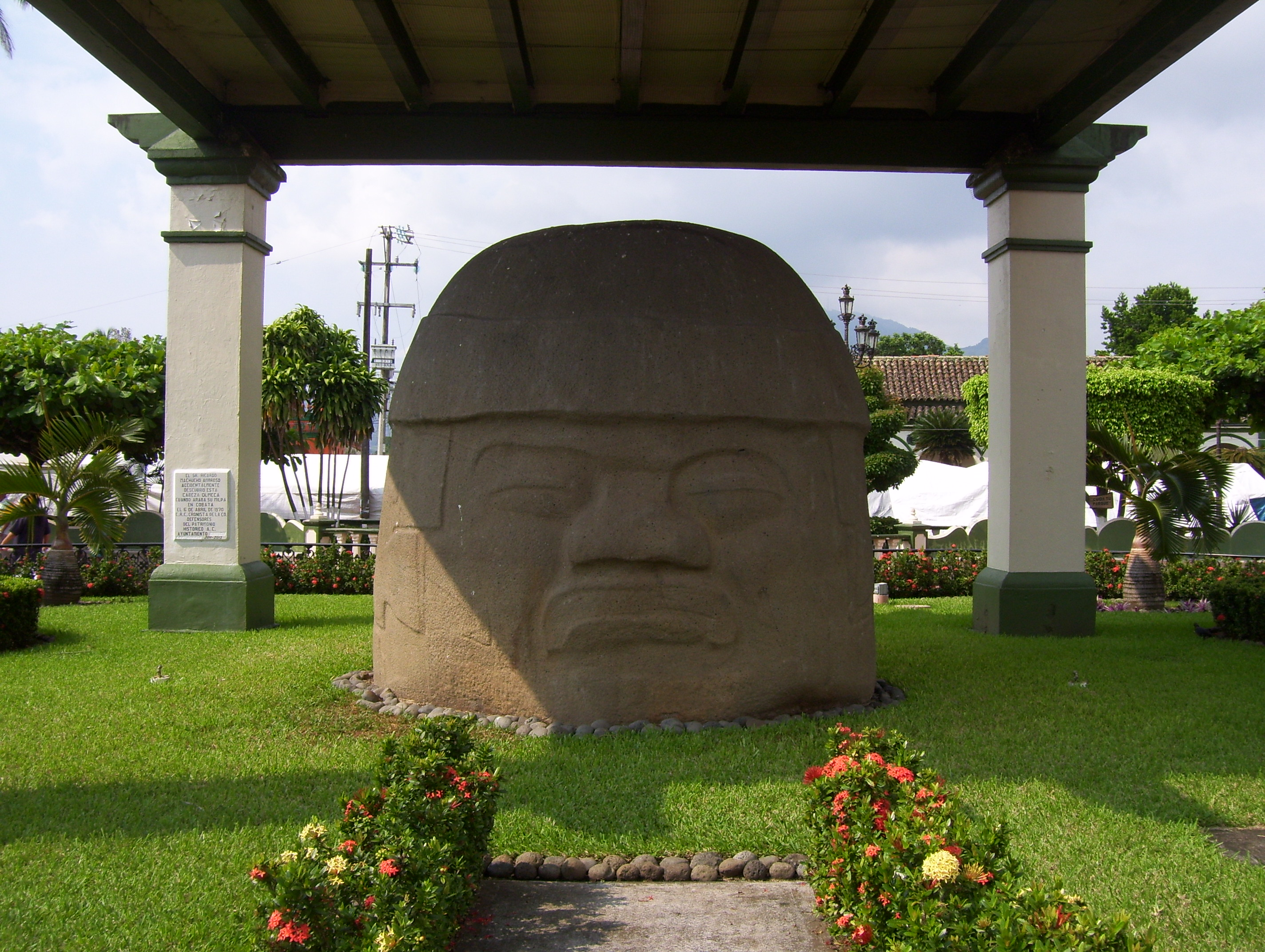
La Cobata, a la plaça de Santiago Tuxtla.

La regió de La Cobata era la font del basalt per tallar tots els caps colossals de l'àrea olmeca. El cap colossal La Cobata va ser descobert el 1970 i va ser el quinzè dels caps. Va ser descobert en un pas de muntanya a la Serra dels Tuxtlas, al costat nord del volcà El Vigía a la vora de Santiago Tuxtla. El cap estava sepultat sobre manera, quan es va trobar; les excavacions van descobrir uns artefactes, (600-900 dC) del clàssic tardà, associats amb el cap que consistien en un recipient de ceràmica de 12 centímetres de longitud i un ganivet d'obsidiana col·locat apuntant cap al nord, al lloc del cap. Es creu que l'ofrena es va dipositar molt després que el cap fos esculpit. El cap de La Cobata s'ha mogut de la seva ubicació original a la plaça principal de Santiago.
El cap La Cobata és més o menys arrodonit i mesura 3 x 3 x 9,8 metres per 3,4 metres d'alçada, pel que és el cap més gran conegut. Aquesta enorme escultura s'estima que pesa 40 tones. És estilísticament diferent dels altres exemples, i Beatriz de la Fuente la va situar en l'època tardana del temps olmeca. Les característiques de l'escultura han fet a alguns investigadors suggerir que representa una persona morta. Norman Hammond sosté aquesta hipòtesi tardana, des que les aparents diferències estilístiques de la talla del monument fins al seu estat inacabat en el lloc de la seva producció. Els ulls del monument estan tancats, el nas s'aplana i manca de finestres nasals i la boca no va ser esculpida d'una manera realista. La lligadura està realitzada en forma d'una banda horitzontal plana.
La ubicació original del cap La Cobata no era un jaciment arqueològic important i és probable que el cap fos abandonat en el seu origen o durant el transport al seu destí previst. Diverses característiques del cap suggereixen que estava sense acabar, com la falta de simetria sota la boca i una superfície de pedra en brut per damunt de la base. La roca no es va desbastar del voltant de les orelleres com en altres monuments, i no s'estreny cap a la base. Grans parts del monument semblen estar esbossats sense detalls acabats. L'orellera de la part dreta també apareix incompleta; la part davantera està marcat amb una línia esculpida mentre que la part posterior s'ha esculpit en relleu, el que indica que probablement la galta i l'ull dret també estaven sense acabar.Aquest cap va ser, quasi amb tota seguretat, tallat en una roca en brut.

### Takalik Abaj

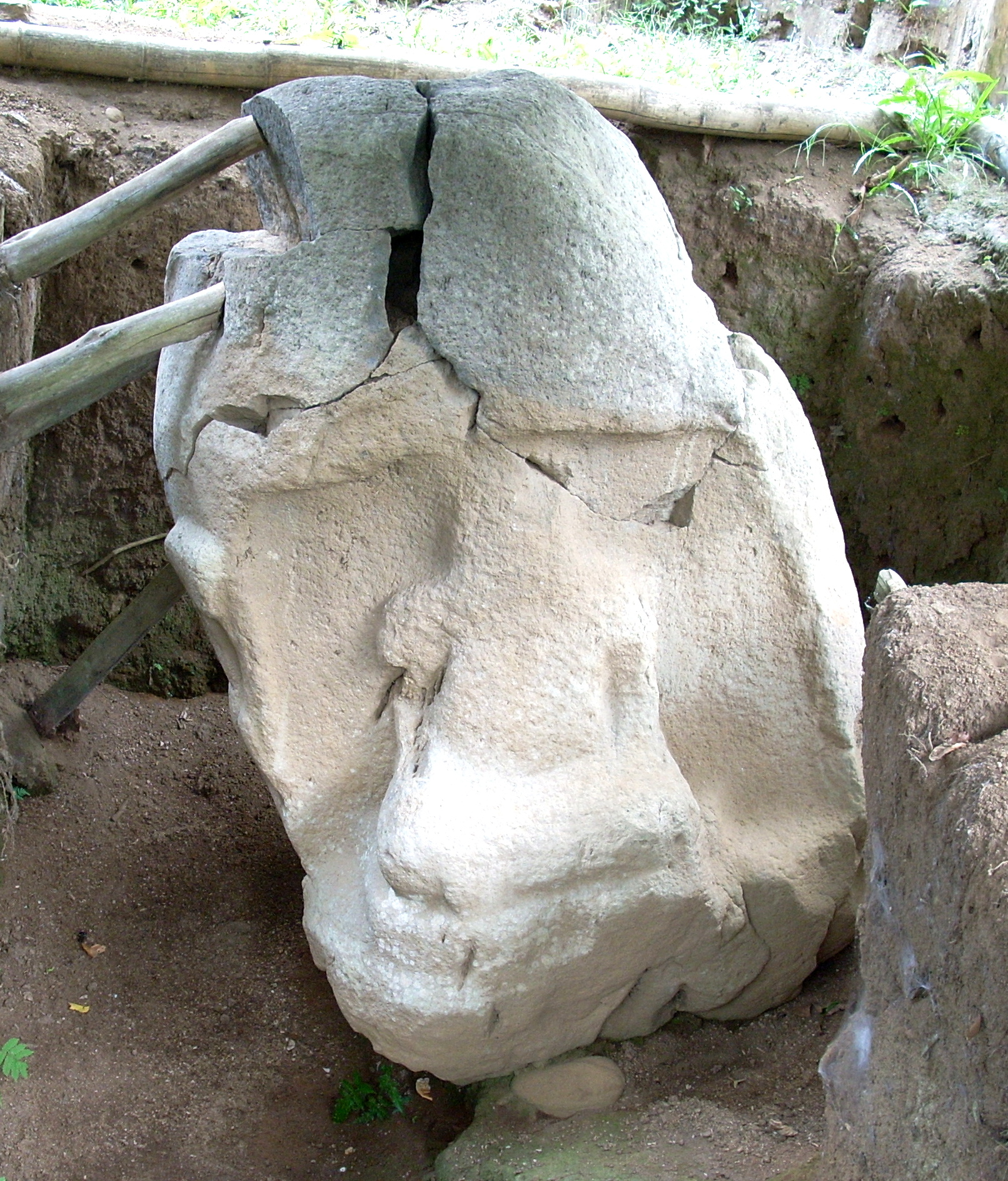
Monument 23 de Takalik Abaj possiblement l'únic cap colossal fora de l'àrea olmeca i que va ser tornat a tallar per convertir-ho en un tron.

El monument 23 de Takalik Abaj, està datat en el Preclàssic mitjà, i es troba a Takalik Abaj, una ciutat important en els estreps de la costa del Pacífic de Guatemala en el modern departament de Retalhuleu. Sembla ser un estil olmeca de cap colossal tornat a tallar en una escultura amb un nínxol i figura. Si originàriament era un cap colossal, aleshores seria l'únic exemple conegut fora de l'àrea olmeca.
El monument 23, està esculpit en andesita i es troba dins una mida mitjana dels caps colossals confirmats. Les seves mides són de 1,84 metres d'alçada per 1,2 metres d'amplada per 1,56 metres de profunditat. A l'igual dels exemples de la zona central olmeca, el monument compta amb una part de darrere plana. Lee Parsons s'oposa a la identificació de John Graham, del monument 23 com un cap colossal tornat a tallar; ell veu en lloc dels adorns laterals identificades per Graham com les orelles-, els ulls de volutes d'un monstre de mandíbula oberta mirant cap amunt. Contràriament a aquest, James Porter ha afirmat que la re-talla de la cara d'un cap colossal en una figura dins del nínxol és clarament evident.
El monument 23 va ser danyat a mitjan segle XX per un paleta local que va intentar trencar la seva part superior que estava exposada, utilitzant un cisell d'acer. Com a resultat, la part superior està fragmentada, encara que les peces trencades van ser recuperades pels arqueòlegs i s'hi han posat novament en seu lloc.

## Col·leccions
Tots els 17 caps colossals confirmats romanen a Mèxic. Dos caps de San Lorenzo estan en exhibició permanent al Museu Nacional d'Antropologia a la Ciutat de Mèxic.Altres set de San Lorenzo estan exposades al Museu d'Antropologia de Xalapa: cinc a la Sala 1, un a la Sala 2 i un altre al Pati 1. El darrer cap de San Lorenzo està al Museu Comunitari de San Lorenzo Tenochtitlán a la vora de Texistepec. Els quatre caps de La Venta estan ara a Villahermosa, la capital de l'estat de Tabasco; tres al Parc-Museu La Venta i un al Museu de l'Estat de Tabasco.] Dos caps estan exposats a la plaça de Santiago Tuxtla; un de Tres Zapotes i el cap de La Cobata: l'altre cap de Tres Zapotes es troba al Museu Comunitari de Tres Zapotes.
S'han prestat diversos caps colossals per a exposicions temporals a l'estranger; el número 6 de San Lorenzo va ser cedit al Museu Metropolità d'Art de Nova York l'any 1970. Els números 4 i 8 també de San Lorenzo van ser prestades per a l'exposició Olmec Art of Ancient Mèxic realitzada a la National Gallery of Art a Washington DC, que es va organitzar entre el 30 de juny al 20 d'octubre de 1996. El cap número 4 va ser novament prestat el 2005, aquesta vegada al Museu de Young a San Francisco. A aquest mateix museu De Young, se'l va prestar els caps 5 i 9 de San Lorenzo, per a l'exposició realitzada entre el 19 de febrer al 8 de maig de 2011.

### Vandalisme
El 12 de gener de 2009, almenys tres persones, entre elles dos mexicans i un americà, van entrar al Parc-Museu La Venta a Villahermosa i van danyar unes 30 peces arqueològiques, entre elles els quatre caps colossals de La Venta. Els vàndals eren tots membres d'una església evangèlica i sembla que van realitzar un suposat ritual precolombí, durant el qual, suc de raïm i oli van ser llançats sobre els caps. Es va estimar que es necessitarien uns 300.000 pesos (US $ 21.900) per reparar els danys, i el procés de restauració duraria quatre mesos. Els tres van ser alliberats poc després del seu arrest i després de pagar 330.000 pesos cadascun.

### Rèpliques

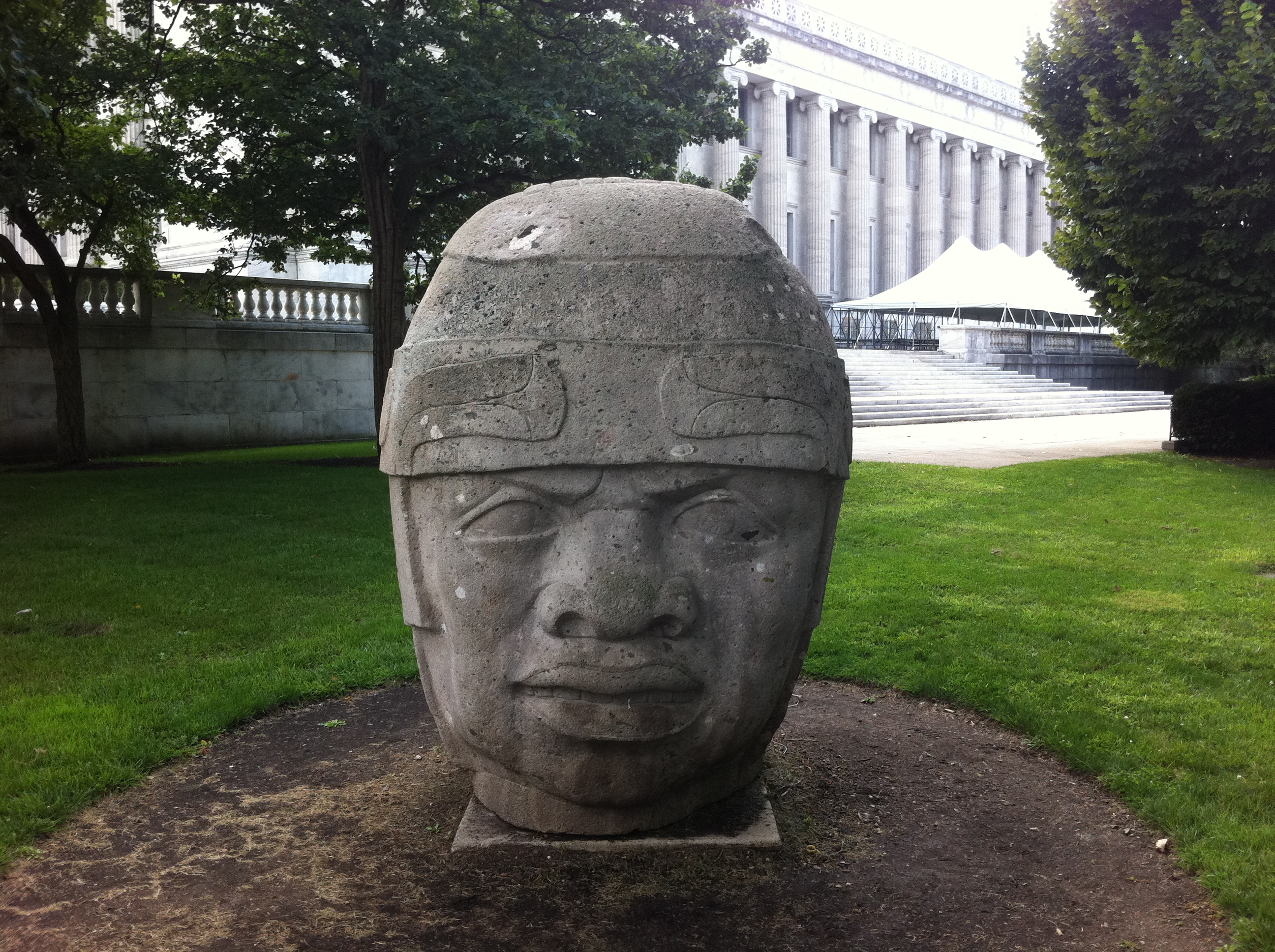
Rèplica del cap colossal 8 de San Lorenzo als terrenys del Museu Field d'Història Natural a Chicago.

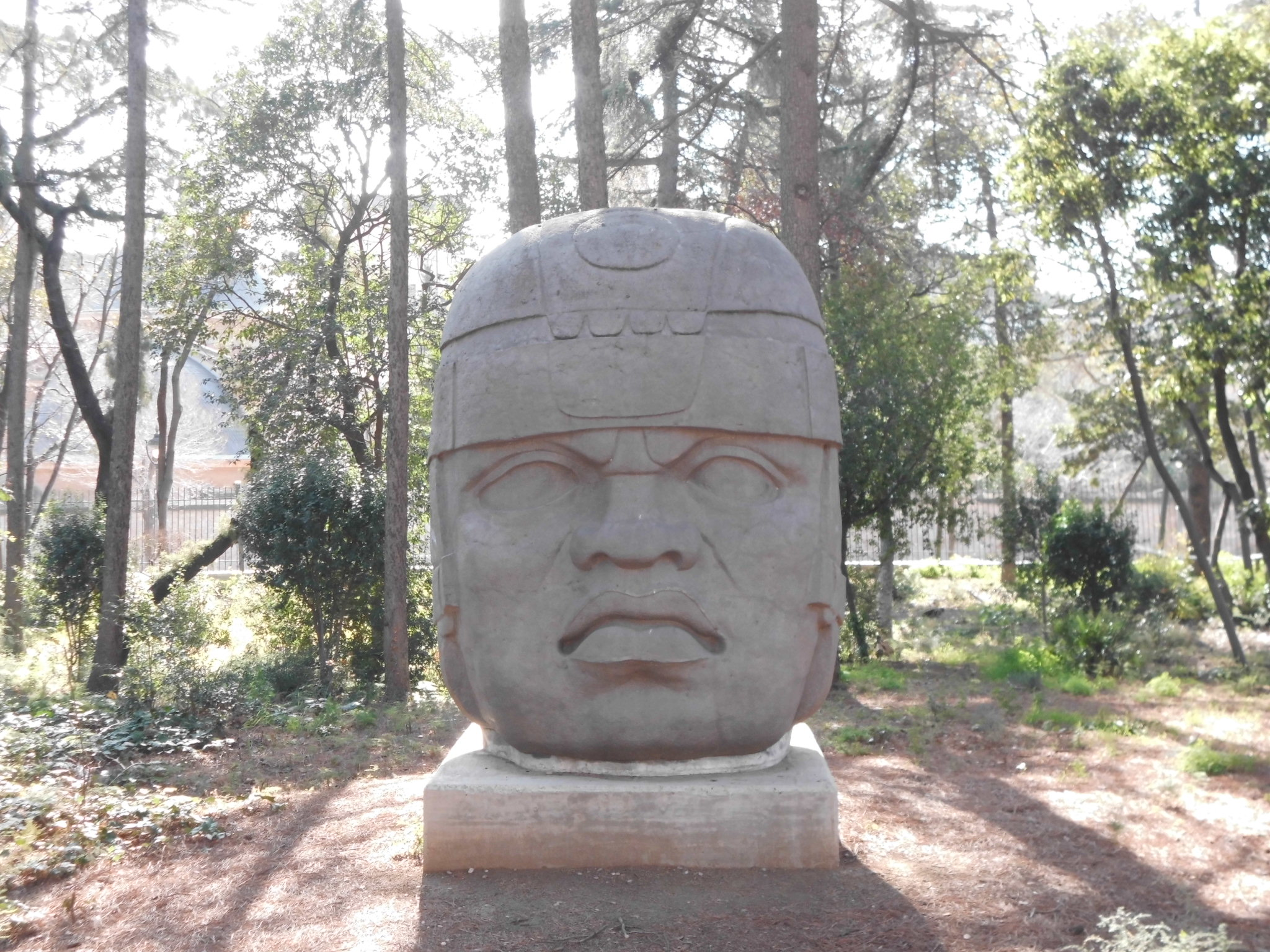
Rèplica del cap colossal 1 de San Lorenzo al jardí de Torre Girona del rectorat de la Universitat Politècnica de Catalunya a Barcelona.

Encara que no totes les rèpliques van ser col·locades per ell, la majoria de les còpies de tot el món es van organitzar sota la direcció de Miguel Alemán Velasco, ex governador de l'estat de Veracruz.
La següent és una llista de rèpliques i la seva ubicació dintre dels Estats Units: 
- Austin, Texas, una rèplica del cap 1 de San Lorenzo, es va col·locar a l'Institut Teresa Lozano d'Estudis Llatinoamericans de la Universitat de Texas al novembre de 2008.[158]
- Chicago, Illinois, una rèplica del cap 8 de San Lorenzo realitzada per Ignacio Pérez Solano va ser col·locada al Museu Field d'Història Natural el 2000.[159]
- Covina, Califòrnia, una rèplica del cap 5 de San Lorenzo va ser donada el 1989, originàriament destinada per ser col·locat a Jalapa Park. A causa de la preocupació pel vandalisme potencial, es va instal·lar fora de l'estació de policia.[160] Va ser retirat el 2011 i es va traslladar al Jobe's Glen del Jalapa Park el juny de 2012.[161]
- McAllen, Texas, una còpia del cap 8 de San Lorenzo es troba al Museu Internacional d'Art i Ciència. La data de la col·locació és desconeguda, però va ser ubicada per Fidel Herrera Beltrán, aleshores governador de Veracruz, durant el seu temps en el càrrec entre 2004-2010.[162]
- Nova York, una rèplica del cap 1 de San Lorenzo es va col·locar al costat de la plaça principal al recinte del Lehman College al Bronx, Nova York. Va ser instal·lat el 2013 per celebrar el primer aniversari de l'Institut d'Estudis Mexicans CUNY, amb seu a la universitat.[163] La còpia va ser un regal realitzat pel govern de l'estat de Veracruz, Cumbre Tajín i Comercio México;[164] es va emplaçar per primera vegada al Dag Hammarskjöld Park, fora de les Nacions Unides, el 2012.[165]
- San Francisco, Califòrnia, una rèplica del cap 1 de San Lorenzo creat per Ignacio Pérez Solano es va col·locar al San Francisco City College, Campus Ocean a l'octubre del 2004.[166]
- Washington DC. una rèplica del cap 4 de San Lorenzo esculpit per Ignacio Pérez Solano va ser col·locat a la vora de l'entrada de l'avinguda de la constitució del Museu Nacional d'Història Natural Smithsonian a l'octubre de 2001.[167][168]
- West Valley City, Utah, una rèplica del cap 8 de San Lorenzo es va col·locar al Centre de Celebració Cultural de Utah al maig de 2004.[169]

Mèxic va donar una rèplica de resina d'un cap colossal olmeca a Bèlgica; que es troba en exhibició al Museu del Cinquantenari a Brussel·les.
Al febrer de 2010, es va anunciar per la Secretaria de Relacions Exteriors de Mèxic, que l'Institut d'Antropologia i Història donarà una rèplica del cap colossal olmeca a Etiòpia, per ser col·locat a la Plaça Mèxic a Addis Abeba.
Al maig de 2012, la Universitat Veracruzana va donar a la Universitat Politècnica de Catalunya una rèplica del cap 1, que va ser col·locat al jardí de la Torre Girona de Barcelona, davant de la seu del Barcelona Supercomputing Center.